# Província de Sàsser
La província de Sàsser (en italià provincia di Sassari i en sard provìntzia de Tàtari) és una província que forma part de la regió de Sardenya, a Itàlia. La seva capital és Sàsser.
S'orienta al nord i a l'oest amb el mar de Sardenya fins al Golf d'Asinara, i el Mar Tirrè a l'est. Limita al sud amb les províncies d'Oristany i Nuoro. Amb 7.692 quilòmetres quadrats d'extensió, la de Sàsser és la província més gran d'Itàlia.
Té una població total de 493.967 hab. (2016), i hi ha 92 municipis a la província després de l'absorció de la província d'Òlbia-Tempio.

## Poblacions principals
| Ciutat          | Població (hab.) | Superfície (km²) |
| --------------- | --------------- | ---------------- |
| Sàsser          | 127.706         | 547,04           |
| Òlbia           | 59.479          | 383,64           |
| L'Alguer        | 43.987          | 225,40           |
| Porto Torres    | 22.330          | 104,41           |
| Sorso           | 14 712          | 67,01            |
| Tempio Pausania | 14 209          | 210,82           |
| Arzachena       | 13 582          | 230,85           |